# Aegla perobae
Aegla perobae is een tienpotigensoort uit de familie van de Aeglidae. De wetenschappelijke naam van de soort is voor het eerst geldig gepubliceerd in 1977 door Hebling & Rodrigues.